# Silusa rubiginosa
Silusa rubiginosa – gatunek chrząszcza z rodziny kusakowatych i podrodziny rydzenic. Zamieszkuje Europę.

## Taksonomia
Gatunek ten opisany został po raz pierwszy w 1837 roku przez Wilhelma Ferdinanda Erichsona. Stanowi gatunek typowy rodzaju Silusa.

## Morfologia
Chrząszcz o wydłużonym ciele długości od 3 do 3,8 mm, gęsto z wierzchu owłosionym. Głowa jest czarnobrązowa, błyszcząca, o bardzo drobnym i rozproszonym punktowaniu. Czułki mają pomarańczową barwę, a ich przedostatnie człony są szersze niż dłuższe. Przedplecze jest czarnobrązowe z szeroko rudo rozjaśnionymi krawędziami. Zarys przedplecza jest prawie półtorakrotnie szerszy niż dłuższy, nieco szerszy od głowy, o zaokrąglonych bokach i mocno rozwartych tylnych kątach. Pokrywy są brązowoczerwone z ciemnobrązowymi przyciemnieniami w okolicy tarczki i zewnętrznych kątach tylnych. Ich szerokość w barkach jest taka sama jak przedplecza. Kolor odnóży jest pomarańczowy. Odwłok ma ubarwienie czarnobrązowe z rozjaśnionymi tylnymi krawędziami tergitów. Jego powierzchnia punktowana jest dość drobno i równomiernie gęsto. Samiec ma piąty z tergitów zaopatrzony w silnie zaznaczony, podłużny kil. Na bokach przedplecza, pokryw i odwłoka wyrastają bardzo wyraźne, długie szczecinki.

## Ekologia i występowanie
Owad ten bytuje pod luźną korą drzew liściastych, przy wypływającym z ich ran soku oraz w korytarzach gąsienic trociniarki czerwicy. Osobniki dorosłe obserwuje się od sierpnia do maja. Zimę spędzają w spróchniałych pniach, przy nasadach starych drzew i wśród mchów na skrajach lasów.
Gatunek palearktyczny, europejski, znany z Hiszpanii, Wielkiej Brytanii, Francji, Belgii, Holandii, Niemiec, Szwajcarii, Austrii, Włoch, Danii, Szwecji, Norwegii, Finlandii, Estonii, Litwy, Polski, Czech, Słowacji, Węgier, Rumunii oraz europejskiej części Rosji.
Na „Czerwonej liście gatunków zagrożonych Republiki Czeskiej” umieszczony jest jako gatunek krytycznie zagrożony wymarciem (CR).